# Ajancingenia
Ajancingenia var en dinosaurie som levde för 85 till 70 miljoner år sedan. Den hade en stark klo på första fingret och var mellan 1,5 och 2 meter lång. Fossil hittades i Mongoliet vid floden Bugin Tsav. Enda kända arten är Ajancingenia yanshini.
Vikten uppskattas med cirka 17 kg. Typisk var en framåtriktad kam på huvudet. Vid handen var tummen lika lång som de andra fingrarna. Troligtvis levde arten i regioner med trädgrupper eller skogar. Det ursprungliga släktnamnet Ingenia visade sig vara upptagen av ett släkte ryggradslösa djur.